# جاكوب ويتمان بيلي
جاكوب ويتمان بيلي (بالإنجليزية: Jacob Whitman Bailey)‏ هو عالم نبات أمريكي، ولد في 29 أبريل 1811 في Auburn, Massachusetts ‏ في الولايات المتحدة، وتوفي في 26 فبراير 1857 في West Point, New York ‏ في الولايات المتحدة.